# Battaglia della Plata
La battaglia di La Plata fu uno scontro armato avvenuto tra l'11 e il 21 luglio del 1958 nell'ambito della rivoluzione cubana. Il successo arrise alle forze rivoluzionarie capeggiate da Fidel Castro, che per la prima volta da quando si ribellarono al governo tirannico di Fulgencio Batista vinsero una battaglia di grandi proporzioni.

## Antefatti
La battaglia fu parte integrante dell'operazione Verano, una massiccia controffensiva estiva che le forze regolari di Batista lanciarono contro i rivoltosi castristi. Il piano del generale Eulogio Cantillo prevedeva un attacco diretto alla base militare di Castro sulla Sierra Maestra: in precedenza gli attacchi tra le colline a nord e a est avevano fallito miseramente, in quanto gli aggressori avevano subito rapide imboscate che li costringevano a rifugiarsi in campi minati.
La popolazione locale parteggiò per il Movimento del 26 di luglio e Fidel Castro, già favorito dalla sua ottima conoscenza del luogo, riuscì a sapere i piani dei rivali in anticipo.

## La battaglia
L'esercito regolare cubano fu trasportato l'11 luglio per via aerea sul piccolo villaggio di La Plata, utile perché ben irrigato dal fiume e dal mare. L'atterraggio riuscì senza intoppi e i due battaglioni al comando di Cantillo, il 17 e il 18, si mossero verso le montagne.
Con una scaltra manovra di accerchiamento, le forze di Castro (seppur numericamente inferiori) bloccarono i rivali ai lati e improvvisamente attaccarono al centro. Completamente circondato, il Battaglione 18 perse la contesa dopo mezz'ora di combattimenti e i militari scavarono una trincea dove tutti i superstiti si nascosero nell'attesa di rifornimenti.
A questo punto Cantillo ordinò ai 200 uomini della riserva di sorpassare via mare le forze rivoluzionarie per attaccarle da dietro: tuttavia Castro se ne accorse e diede l'ordine di far fuoco sugli uomini, che non trovarono niente di meglio che andare a raggiungere le trincee del Battaglione 18.
Successivamente fu ordinato al Battaglione 17 di attaccare sulle colline, ma ancora una volta un esiguo gruppo di cecchini castristi, grazie alla precisione chirurgica nella mira dei suoi esponenti, frenò l'avanzata dei batistiani nella Serra Maestra.
Forte di questi successi, Castro incominciò un carteggio con il maggiore José Fernando Quevedo nel tentativo di fargli accettare una resa senza condizioni: il 21 luglio Quevedo approvò tali richieste e in seguito egli combatté a fianco dei barbudos.

## Risultati e conseguenze
Di là dalle perdite materiali, che di per sé non costituivano una minaccia potentissima, la conseguenza principale di questo scontro fu la demoralizzazione dell'esercito cubano: pur essendo più del doppio per numero, i soldati regolari non riuscirono nemmeno a impensierire le motivate truppe di Fidel.
La battaglia di La Plata dimostrò, ancora una volta, che l'esercito cubano sotto Batista era quasi incapace di lanciare un attacco sensato: infatti il Battaglione 18 si era arreso dopo mezz'ora, limitandosi a scavare una trincea e a mantenere la propria posizione mentre il Battaglione 17 era stato respinto in tutte le sue iniziative.
I superstiti del Battaglione 17 si unirono ad altre forze regolari e si appostarono a sud del lago Las Mercedes, vicino a una fitta serie di montagne, in cui successivamente avvenne la battaglia di Las Mercedes.
Quevedo, inizialmente prigioniero dei barbudos, fu trattato benissimo dai rivoluzionari e in seguito si unì a loro: al termine del conflitto egli scrisse un libro su questa battaglia e un altro sugli ultimi sei mesi della rivoluzione.
| Controllo di autorità | LCCN (EN) sh86006636 · J9U (EN, HE) 987007529741605171 |